# 和製キング・コング

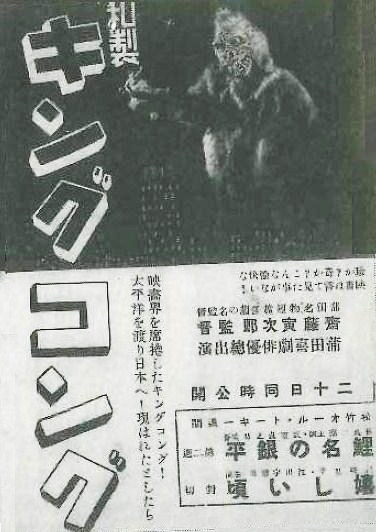
当時の版権物と見られる画像。

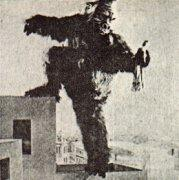
当時のスチール写真。本編フィルムは現在行方不明とされる

『和製キング・コング』（わせいキング・コング）は、松竹キネマが制作配給し、1933年（昭和8年）10月5日に帝国館と新宿松竹館で公開された短編喜劇映画。蒲田撮影所製作、白黒。無声映画。同時上映は『放浪の名君』（右太プロ）。

## あらすじ
幸一と友人はその日暮らしのルンペン生活を送っている。今日も2人は砂浜をあさって小銭拾いをしている。幸一の友人にはお光という恋人がいるが、お光の父親は彼の貧乏暮らしを理由に2人の仲を引き裂き、無理やり他の男をあてがった。幸一の友人は何とか金を得る方法は無いものかと浅草をうろついていると、ちょうど映画館では米国映画『キング・コング』が大評判だった。
これを見た「彼」は見世物興行師に「和製キング・コング」で一儲けやろうと持ちかけて相談一決、ぬいぐるみを被って「キングコング」となり、「和製キング・コング」の見世物は大繁盛となる。ところが舞台の最中に、お光がその気でもないのに父親に押し付けられた男と2人で見物席にいるのを見つけた「彼」は我を忘れ、舞台から飛び降りてお光の後を追う。
いきなり現れたキング・コングに町は大騒動となり、てんやわんやの捕り物劇とキング・コングの大活躍の末に、お光と男を捕まえた「彼」は、恋敵の男をキング・コングに仕立てて縛ってしまう。そこへちょうど興行師が儲けた金を届け、一躍大金を手にした「彼」はお光と望みを遂げるのだった。

## 解説
1933年（昭和8年）、全世界公開されたRKO社の特撮怪獣映画『キング・コング』は日本でも公開前から大評判となり、これに便乗した映画企画として本作が制作された。本家『キング・コング』の日本配給権をRKO日本社と神戸の千鳥興業が争っている間に、松竹キネマが映画化してしまったのである。喜劇で定評のある斎藤寅次郎が監督し、全編ドタバタのナンセンス短編（20分弱）喜劇に仕上げられ、右太プロ製作の『放浪の名君』（古野英治監督）の添物として公開された。
山口勇が演じる、「和製キング・コング」に扮する男は劇中の役名が無い。この男が「和製キング・コング」に扮したとたんに怪力となるが、劇中には特にその説明は無い。斎藤の映画では、追っかけの場面でよく青年団や弓矢を携えた古武者姿の親父がギャグで出てくるが、本作にもこの場面がある。
北川冬彦は『キネマ旬報』昭和8年10月下旬号で、「構成がぬきさしならずなされているのは伏見晁の手柄なのだろう。山口勇、山田長正、小泉泰子、など斉藤流の人物となってよく演じていた」とし、「興行価値」として本作を以下のように評している。
「洋物で評判をとった『キング・コング』を茶化した際物的ナンセンス映画。定評ある斉藤監督の手法は、この画を絶好の添物にしている。見れば誰をも笑わせる佳作である。」
フィルムは既に紛失している。

## 配役
- キング・コング：山口勇
- お光：小泉泰子
- 清造：関口小太郎
- 幸一：山田長正
- 横島：坂本武

## スタッフ
- 監督：斎藤寅次郎
- 原作・脚色：伏見晁
- 撮影：武富善男